# 丸高愛実
丸高 愛実（まるたか まなみ、1990年〈平成2年〉6月12日 - ）は、日本のタレント、女優、DJ。
東京都出身。エイベックス・マネジメント所属。夫は元プロサッカー選手の柿谷曜一朗。

## 来歴

### 学生時代
小学校・中学校時代は硬式テニス部、高校時代はダンス部に所属していた。

### 芸能界入り
「avex WORLD AUDITION 2008」で歌手モデルとして最終審査まで進出した。
2009年に『週刊プレイボーイ』（集英社）とエイベックスの共同企画のグラビアアイドル発掘オーディション「TOP OF GRAVURE」 でグランプリを受賞。5月、「VANQUISH VENUS」のコラボモデル第1号になる。10月、初のDJツアーを全国4か所で催す。
2012年以降、『ロンドンハーツ』（テレビ朝日）や『志村けんのバカ殿様』（フジテレビ）の出演でブレイク。その後は『ヤングマガジン』（講談社）を始め数々の週刊誌の表紙を飾り、バラエティ番組やドラマ、映画に多数出演。
2016年12月8日、プロサッカー選手の柿谷曜一朗との結婚を公表。タレント活動はセーブ。
のちに大阪へ転居。
2018年6月、自身の誕生日に第1子妊娠を公表、11月20日に第1子女児の出産を公表。
2021年 夫柿谷曜一朗の名古屋グランパスへの移籍に伴い名古屋へ転居。
2月17日、第2子妊娠を公表。6月28日、第2子女児の出産を公表。
2023年、夫柿谷曜一朗の徳島ヴォルティスへの移籍に伴い徳島へ転居。
4月6日より『ゴジカル!』（四国放送）の木曜レギュラーになる。
2024年 4月23日、第3子妊娠を公表、8月21日、第3子男児の出産を公表。

## 人物

### 趣味・特技
- 趣味はDJ、ダンス、スポーツ全般[1]。
- 特技は縄跳び・フラフープ・けん玉・テニス。

### 苦手なもの
- ものまね

### 家族
- 兄弟は弟（3歳下）と妹（11歳下）がいる。
- 実家がコーヒー店兼喫茶店を営んでいるが、本人はコーヒーが飲めなかった。だが出産を経て飲めるようになる。

## 出演

### バラエティ
- TOP OF GRAVURE（2010年2月 - 、スカパー!エンタ!371）
- イツザイS（2010年2月 - 5月、テレビ東京）
- 眠れぬ街のアプリンス（2011年5月 - 9月、日本テレビ） - レギュラー
- 劇団ひとりの新番組を考える会議（2011年6月6日・7月5日・7月12日、テレビ朝日）
- ゴッドタン 〜The God Tongue 神の舌〜（2011年6月8日・9月14日・2012年2月11日・6月30日、テレビ東京）
- 週末にしたい10のこと!・週末にしたい3のこと!（2011年6月24日 - 2012年1月27日、日本テレビ）
- TOKYOヒットガール（2011年10月 - 2012年7月、日本テレビ） - レギュラー
- シックスハンターII（2012年1月9日 - 、テレビ愛知） - シックスハンター
- ギルガメッシュLIGHT（2012年1月13日 - 12月21日、BSジャパン） - レギュラー(G9メンバー)
- ロンドンハーツ（2012年4月17日・8月21日・28日・10月2日・11月13日・12月4日、テレビ朝日） - マジックメールのトラップガール、未来の熊田☆磯山オーディション準クイーン、女性芸能人真夏のスポーツテスト、私服センスなし女、ウラでこんな事やってました
- お願い!ランキング（2012年10月3日・10日・11月21日・28日、テレビ朝日） - ゲスト
- ピラメキーノ（2012年10月11日・18日・25日・29・31日・11月7日、テレビ東京） - ゲスト
- ニッポン・ダンディ（2013年4月1日 -  2014年3月31日、東京メトロポリタンテレビジョン） - レギュラー（月曜バーディ）
- モテモテかんぱにーR25（2013年4月11日 - 2014年9月25日、関西テレビ放送） - レギュラー
- バラいろダンディ（2014年4月7日 - 2016年9月26日、東京メトロポリタンテレビジョン）レギュラー出演（月曜バーディ）
- 志村座（2014年10月29日 - 2015年9月29日、フジテレビ） - レギュラー[11]
- 志村の時間（2015年10月14日 - 2017年3月29日、フジテレビ） - レギュラー
- 志村の夜（2017年4月12日 - 2018年9月26日、フジテレビ） - レギュラー

### テレビドラマ
- 木下部長とボク 第4話（2010年、読売テレビ）
- TAXMEN 第9話（2010年、TOKYO MX）
- 嬢王3〜Special Edition〜（2010年10月8日 - 12月24日、テレビ東京） - レイラ 役
- 美咲ナンバーワン!!（2011年1月12日- 3月16日、日本テレビ） - 守口愛実 役
- 撮らないで下さい!!グラビアアイドル裏物語（2012年1月13日 - 4月6日、テレビ東京、DVD2012年5月25日） - マルタカマナミ 役
- もう一度君に、プロポーズ（2012年5月25日・6月1日、TBSテレビ） - 三田綾奈 役
- 月曜ゴールデン「財務捜査官 雨宮瑠璃子7」（2012年7月30日、TBSテレビ） - 店員 役
- 匿名探偵 第8話（2012年11月30日、テレビ朝日） - 茜 役
- ヨメ代行はじめました。（2013年1月10日 - 3月28日、関西テレビ） - のあ 役
- 鉄子の育て方 第10話（2014年6月9日、メ〜テレ） - 矢幅貴子 役
- HERO 第4話（2014年8月4日、フジテレビ） - 佳那子 役
- SAKURA〜事件を聞く女〜 最終話（2014年12月22日、TBSテレビ） - 恵梨香 役
- 土曜ワイド劇場「西村京太郎トラベルミステリー63」（2015年1月10日、テレビ朝日） - 松浦ゆかり 役
- 警部補・杉山真太郎〜吉祥寺署事件ファイル 第7話（2015年2月23日、TBSテレビ） - 山口若菜 役
- 刑事7人 第1話（2015年7月15日、テレビ朝日） - 内田涼子 役
- 花咲舞が黙ってない 第2シリーズ 第7話（2015年8月19日、日本テレビ） - エミリ 役
- 僕らプレイボーイ 熟年探偵社 第5話（2015年8月21日、テレビ東京）
- 青春探偵ハルヤ〜大人の悪を許さない!〜 第3話（2015年10月29日、読売テレビ） - 夏紀 役
- 水曜ミステリー9「警視庁さくらポリス〜最強の姉妹捜査官〜」（2016年5月18日、テレビ東京） - 羽崎香織 役
- おとり捜査官・北見志穂20（2017年、テレビ朝日） - 立石美雪 役

### CM
- タカラレーベン おはようございます篇（10）
- グリコ乳業「Dororich（ドロリッチ）」（2012年10月 - ） - ドロリッチガールズ
- アイフル「市民マラソン協賛篇」（2013年1月1日 - ）

### 映画
- avex ニュースター・シネマ・コレクションVol.2 『カスタードプリン』（2010年6月、エイベックス） - 主演・ちはる 役
- 木更津グラフィティ Vol.4（2010年9月15日、エイベックス）
- やりすぎコンパニオンとアタシ物語（2011年9月24日、アルゴ・ピクチャーズ） - 北条しづか 役
- モンスター（2013年4月27日、アークエンタテインメント）
- 呪報2405 ワタシが死ぬ理由 劇場版（2013年12月21日） - 真田優希 役
- 新宿スワン（2015年5月30日） - 梨子 役
- サマーソング（2016年） - あいこ 役

### 舞台
- Zip-A-Dee-Doo-Dah（2010年6月、シアターサンモール）

### 配信ドラマ
- 闇金ウシジマくん（2014年3月13日 - 5月8日、dビデオ powered by BeeTV）

### ラジオ
- たこ焼道楽わなかPresents ガチンコ!最強たこ焼き列伝!（毎日放送、「シーズン1」2018年4月 - 9月[12]、「シーズン2〜世界にひろげるたこパのわ〜」2019年4月 - 10月）

### WEB
- Ameba Studio Show（2009年11月 - 2010年3月、Ameba Studio） - レギュラーMC
- とりあえず生中（仮） 月曜日（2009年8月、ニコニコ生放送）
- 即席恋人 第4回（2009年10月、BeeTV）
- DAIGO P（2010年2月27日、ニコニコ生放送）
- 丸高愛実のおねだり!ランキング（2011年7月27日 - 、Amebaスタジオ、※有料放送）
- L et M わたしがあなたを愛する理由、そのほかの物語（2012年2月1日 - 、BeeTV）
- 愛貌（2012年6月・7月号、image.tv グラビア.Net）
- M-3hreeのシブヤな、（2012年6月22日、ニコニコ生放送）

### パチンコ
- 楽園ぱちんこCRおしおきピラミッ伝 with 丸高愛実（2014年、高尾）

## 作品
DVD
- マナミイロ（2010年7月23日、イーネット・フロンティア）[13]
- マナミイロ2（2011年7月22日、イーネット・フロンティア）
- アイドルワン まなみいろ3（2011年10月20日、ラインコミュニケーションズ）
- マナミ色4（2012年1月27日、晋遊舎）
- まなみ色5（2012年4月25日、学研パブリッシング）

CD
- SUPER EUROBEAT VOL.200 『Nyan Nyan World』（2010年1月1日、エイベックス） - TOP OF GRAVURE

microSD
- じぶん撮りっ!5（2010年7月、エイベックス・マーケティング） - オムニバス（次原かな、多田あさみ、吉川麻衣子、戸田れい）

雑誌
- 週刊ヤングマガジン（2012年1月23日・4月16日・5月7日・7月2日・8月27日・10月22日・11月19日・2013年5月13日、講談社） - グラビア・表紙
- 週刊プレイボーイ（2010年12月13日・2011年8月8日・2012年6月4日・11月5日、集英社） - グラビア
- ヤングキング（2012年24号・2013年12号・19号、少年画報社）  - 表紙・グラビア
- BOMB（2010年10月号・2011年10月号、学研パブリッシング） - グラビア
- ヤングアニマル嵐（2012年11月2日・2013年6月1日、白泉社） - 表紙・グラビア
- 月刊ヤングマガジン（2012年9月号・2013年9月号、講談社） - 付録DVD

歌
『撮らないで下さい!! 〜Don't shoot me Mr.!!〜』（2012年5月21日配信開始）
作詞・作曲：田尻知之・本澤尚之
歌：テレ東7ちゃんガールズ（尾崎ナナ、鎌田奈津美、川村ゆきえ、小松彩夏、杉原杏璃、手島優、仁藤みさき、和田絵莉）